# Paralaxita batuensis
Paralaxita batuensis är en fjärilsart som beskrevs av Talbot 1932. Paralaxita batuensis ingår i släktet Paralaxita och familjen Riodinidae. Inga underarter finns listade i Catalogue of Life.